# 瑪麗亞·奧克佳布里斯卡婭
瑪麗亞·瓦西里耶芙娜·奧克佳布里斯卡婭（俄语：Мария Васильевна Октябрьская；1905年8月16日—1944年3月15日），婚前姓加拉古利亞（俄语：Гарагуля），第二次世界大戰期間在東線與納粹德軍對抗的蘇聯坦克手與機械師。在丈夫於1941年戰死沙場後，奧克佳布里斯卡婭變賣所有家產，並將其捐贈給國家，以為自己建造一輪可供她駕駛的坦克。申請獲批後，奧克佳布里斯卡婭開始接受駕駛和修理坦克的培訓，並將其愛駕命名為「戰鬥女友」（Боевая подруга）。她在東線戰場中多次證明自己的能力和勇敢，也因此參軍僅一個多月便獲晉升至中士。1944年3月，奧克佳布里斯卡婭中彈傷重不治，後被追授蘇聯的最高榮譽——蘇聯英雄，她也憑此成為該國首位獲頒此銜的女坦克手。

## 早年生活
奧克佳布里斯卡婭在1905年8月16日出生於克里米亞半島基亞特的一個貧苦的烏克蘭人家庭，家中除了其之外還有九個兄弟姊妹。戰間期間，她在辛菲羅波爾的一家罐頭廠工作，接著轉職作電話接線員。奧克佳布里斯卡婭在1925年與軍官伊利亞·奧克佳布里斯基（Илья Октябрьский）共結倫理，她也因此逐漸對軍武事務產生興趣，並加入「軍人妻子委員會」，接受護士培訓，還學會了如何使用武器和駕駛車輛。她就曾經表示：「嫁給軍人，即成軍人：軍官妻子這身份不僅為自己鍍了金，也代表有責任要負」。

## 第二次世界大戰

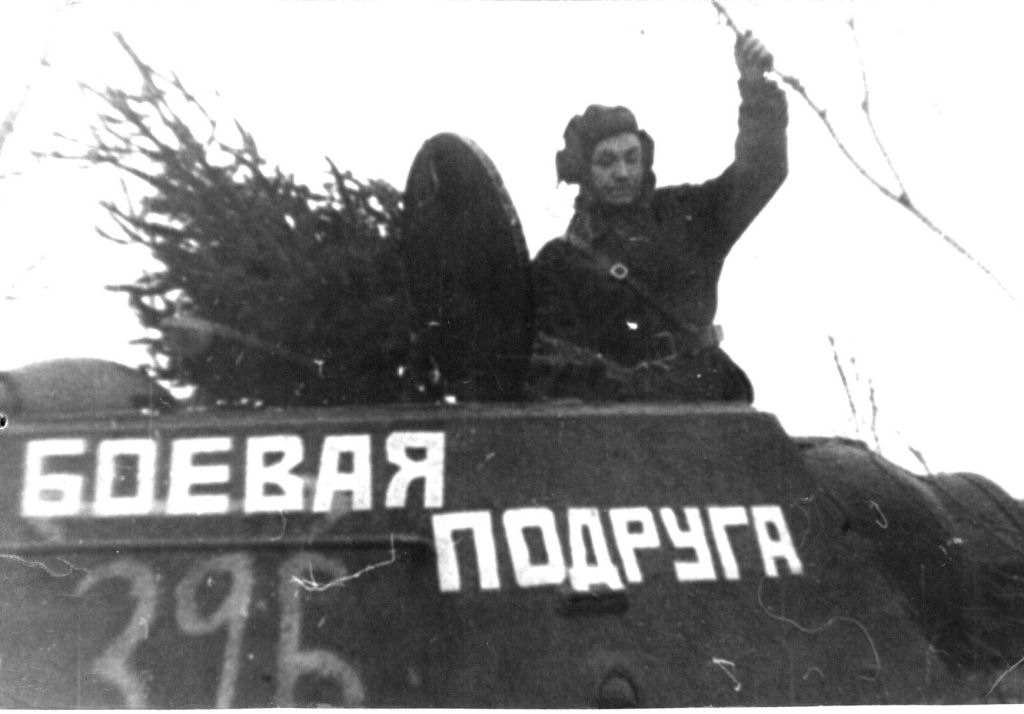
1943年9月10日的奧克佳布里斯卡婭與其「戰鬥女友」坦克

蘇德戰爭爆發後，奧克佳布里斯卡婭被政府強制遷移至西伯利亞的托木斯克。與此同時，伊利亞在1941年8月於基輔附近的戰場遭納粹德軍擊斃，但她直至兩年後才得知這消息。丈夫的噩耗令奧克佳布里斯卡婭悲憤至極，為此決心參軍，為夫復仇。她與其妹妹隨後變賣所有家當，以五萬盧布向蘇聯紅軍捐贈一輛坦克，並寄信要求軍方和斯大林允許她成為坦克手。
奧克佳布里斯卡婭向克里姆林宮發的電報如下：
|                                                               | 莫斯科克里姆林宮。致国防委员会主席兼最高指揮官。 親愛的約瑟夫·維薩里奧諾維奇！ 我的丈夫——團級政委伊利亞·費多托維奇·奧克佳布里斯基為祖國犧牲了。我要向法西斯敗類復仇，為了我的丈夫，也為了所有被法西斯敗類催殘的蘇聯人民。我把所有積蓄——五萬盧布都捐給國家銀行了。請將這輛坦克命名為「戰鬥女友」，並容許我擔任那坦克的駕駛員前往第一線。我是一名幹練的司機，熟悉機槍的操作，而且我很會瞄準。 僅向你們致以熱誠的問候，祝你們健康長壽，無懼敵人，為國爭光。 |
| ——瑪麗亞·瓦西里耶夫娜·奧克佳布里斯卡婭 托木斯克別林斯基街31號 | |

斯大林隨後親自回信：
|             | 托木斯克別林斯基街31號 致瑪麗亞·瓦西里耶芙娜·奧克佳布里斯卡婭 感謝瑪麗亞·瓦西里耶芙娜對紅軍裝甲部隊的支持。 你的要求已獲批准。 祝安好。 |
| ——約·斯大林 | |

此時奧克佳布里斯卡婭已年屆38歲，加上患有結核性宮頸炎，原則上並不符合從軍要求，但国防委员会在其第二次申請時還是破例首肯了。通常坦克乘員在接受基本訓練便會趕赴前線，但她花了五個月時間才完成課程。結束訓練後，奧克佳布里斯卡婭在1943年9月被編排至近衛坦克第2軍第26近衛坦克旅第二營，擔任駕駛員和機械師。儘管五萬盧布只夠購置一輛輕型坦克，但最終送到她手裡的卻是加碼了的T-34中型坦克。奧克佳布里斯卡婭將「戰鬥女友」的稱號印在T-34的F-34型76.2 mm火炮上。她的許多坦克手同僚都把她視作笑柄以及蘇軍的「宣傳噱頭」，但這種想法在第二次斯摩棱斯克戰役後很快便被打消而去。

### 戰場表現

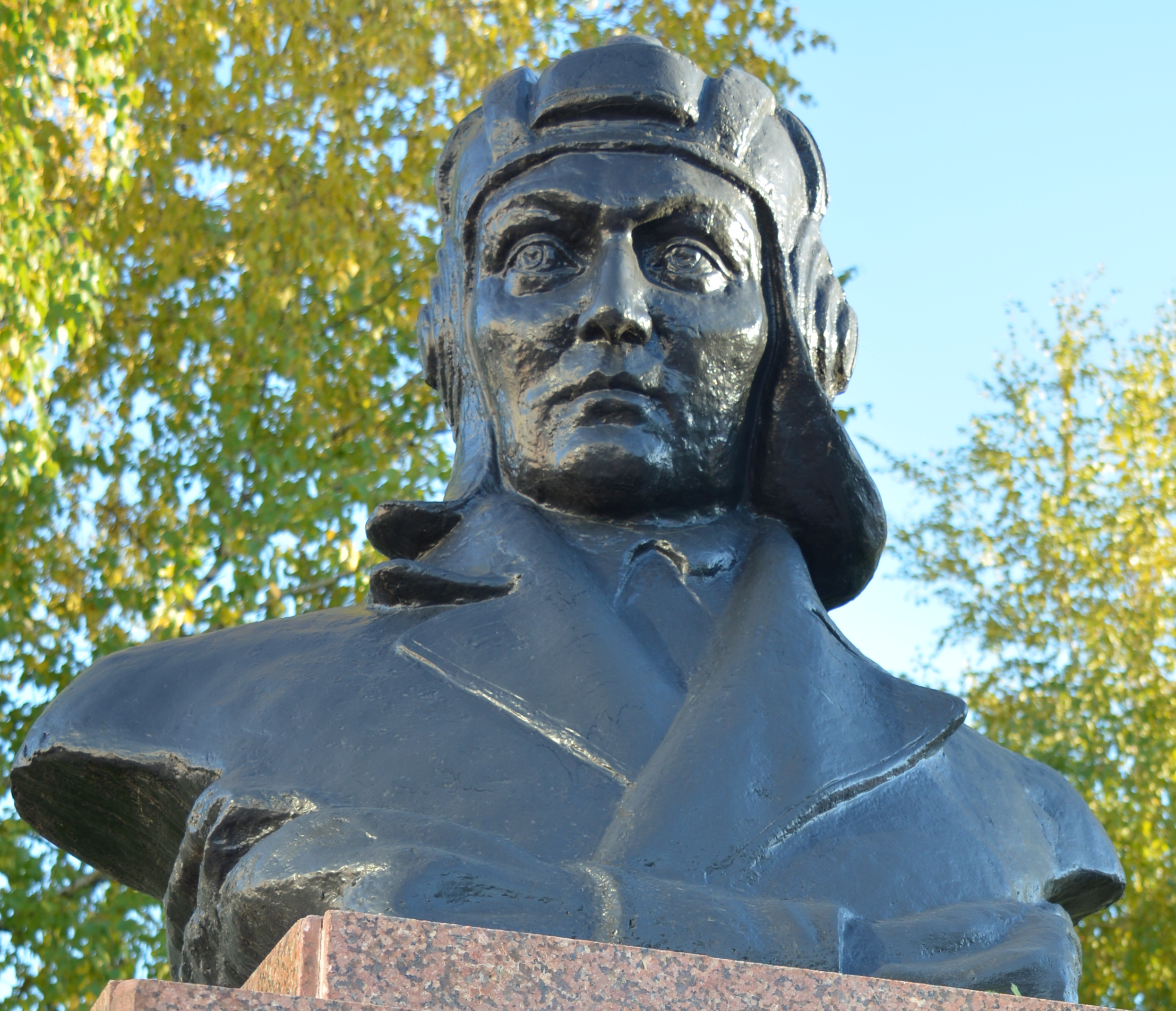
位於俄羅斯托木斯克別洛焦爾斯卡亞街12號的奧克佳布里斯卡婭半身像

1943年10月21日，奧克佳布里斯卡婭第一次赴上前線，並在這場激烈的戰鬥中操縱她的坦克，與其同僚一起摧毀了德軍的機槍陣地和大砲。當「戰鬥女友」被炮火擊中時，奧克佳布里斯卡婭違背命令，奮不顧身地跳出坦克，在一片槍林彈雨下進行修理。事後，她被提升為中士軍銜。
奧克佳布里斯卡婭熟練的坦克駕駛水平在一個月後的11月17日得到充分發揮的機會，她參與了對新謝洛（Новое Село）附近德軍陣地的攻擊，期間「戰鬥女友」的履帶被德軍的炮彈擊中爆炸，暫時無法前進。奧克佳布里斯卡婭和一名隊員跳出坦克以搶修履帶，其他坦克隊員則從砲塔提供掩護火力，而蘇軍也在一場夜戰過後於18日解放這位於維捷布斯克州杜布羅夫諾區的村落。她們最終成功修復履帶，並在幾天後重新加入了主戰部隊。
1944年1月17日，奧克佳布里斯卡婭參加了另一場在維捷布斯克州利奧茲諾區克倫基村（Крынки）爆發的夜戰。戰役期間，她駕駛T-34繞過德軍的防線，摧毀了敵方的戰壕和機槍陣地內的守軍，坦克乘員們還擊毀了一門德軍自走砲，但「戰鬥女友」被德國反坦克砲彈擊中，再度因履帶損壞而無法動彈。奧克佳布里斯卡婭立馬跳出坦克，在猛烈的輕兵器彈雨和炮火下開始修理履帶。儘管設法修復了履帶，但她的頭部卻被砲片擊中並失去知覺。奧克佳布里斯卡婭隨後被轉移至基輔附近法斯蒂夫的一家蘇聯野戰醫院，然後再被送往斯摩棱斯克的軍醫院。她昏迷近兩個月後最終於同年3月15日去世，終年僅38歲，並被獲葬在斯摩棱斯克的英雄紀念廣場。
隔年八月，奧克佳布里斯卡婭獲追授蘇聯英雄，以表彰其在維捷布斯克周圍戰役中的英勇表現。

## 在流行文化中
美國動畫師傑森·波拉斯（Jason Porath）離開電影業後開設博客「被拒絕的公主」（Rejected Princesses），講述一系列不適合出現在迪士尼等公司出品的兒童動畫電影的「女性偉人」故事，其中便包括奧克佳布里斯卡婭。此事隨後在2014年被全國公共廣播電台報導。

### 延伸閱讀
- Simonov, Andrey; Chudinova, Svetlana. . Moscow: Russian Knights Foundation and Museum of Technology Vadim Zadorozhny. 2017. ISBN 9785990960701. OCLC 1019634607.